# Miklos Porkolab
Miklos Porkolab (* 24. März 1939 in Budapest) ist ein ungarisch-amerikanischer Physiker, der sich vor allem mit Plasmaphysik beschäftigt.
Porkolab emigrierte 1957 von Ungarn nach Kanada und studierte an der University of British Columbia (Bachelorabschluss 1963) und der Stanford University, wo er 1964 seinen Master-Abschluss machte und 1967 in Angewandter Physik promoviert wurde. Danach war er am Plasma-Physik-Labor der Princeton University, ab 1968 als festes Mitglied und ab 1975 als Senior Research Physicist. 1977 wurde er Professor am Massachusetts Institute of Technology, wo er seit 1995 Leiter des Plasma Science and Fusion Center (PSFC) ist.
2013 wurde Porkolab mit dem Hannes-Alfvén-Preis ausgezeichnet. 2009 erhielt er den James-Clerk-Maxwell-Preis für Plasmaphysik für grundlegende Forschung über lineare und nichtlineare Plasmawellen und Wechselwirkung von Teilchen und Plasmawellen, Entwicklung von Plasmaheizung und Stromanregung in Plasmen sowie Diagnostik von Plasmen
Er erhielt 2007 die Karoly Simony Plakette der Ungarischen Gesellschaft für Kernphysik. 2001 bis 2006 war er Vorsitzender von Fusion Power Associates. Er ist Fellow der American Physical Society (1976), deren Preis für Exzellenz in Plasmaphysik er 1984 erhielt und deren Abteilung Plasmaphysik er 1999 vorstand, und Mitglied der American Association for the Advancement of Science. 1976 erhielt er den Humboldt-Preis. 1991 bis 2001 war er Mitherausgeber von Physics Letters A.